# 야마자키 케사야

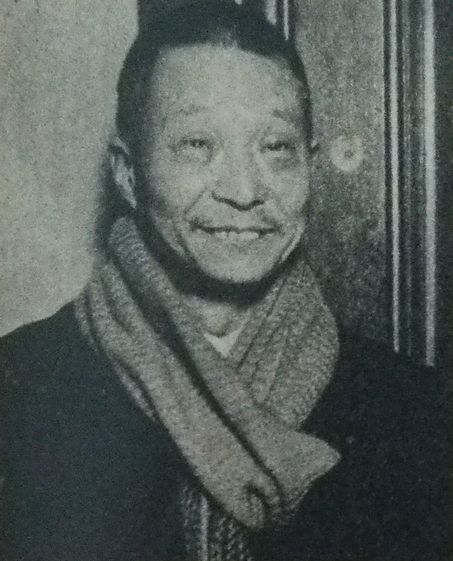
1951년 사진.

야마자키 케사야(일본어: 山崎 今朝彌: 1877년 9월 15일-1954년 7월 29일)는 일본의 법조인이다. 사회주의자 사건을 많이 다루었다.
1877년 스와군 카와기시촌(현 나가노현 오카야시) 출신. 상경한 이후 메이지법률학교(현 메이지대학)에서 수학하여 1901년 졸업했다. 동년 제1회 판사검사등용시험에 합격, 고후구재판소에서 사법관시보로 근무하다 이듬해 면관, 1903년 도미해서 아카바 하지메, 이와사 사쿠타로, 코토쿠 슈스이 등과 알게 되었다.
1907년 귀국하여 도쿄변호사회에 가입, 변호사가 되었다.
1913년 합동법률사무소의 전신인 도쿄법률사무소를 설립, 1916년에는 평민법률사무소를 개설했다.
1917년 평민대학(대학령에 근거한 정식 대학은 아니었다)을 설립, 1921년에는 자유법조단 결성에 참여했다. 또한 1913년 일본사회당(야마자키의 1인 정당), 1920년 일본사회주의동맹, 1924년 일본 페이비언 협회 등을 설립하며 사회주의자로도 활동했다.
전후에는 미타카 사건, 마츠카와 사건의 변호인단으로 참여했다.
"미국백작(米国伯爵)"을 자칭하고 "변호사 떨이(弁護士大安売)" 광고를 내는 등 기행으로도 유명했다.

## 참고 자료
- 森長英三郎『山崎今朝弥－ある社会主義弁護士の人間像』（紀伊國屋書店、1972年）
- 森長英三郎編『地震・憲兵・火事・巡査』（岩波文庫、1982年） ISBN 4-00-331601-0